# Sam Rivers (Bassist)

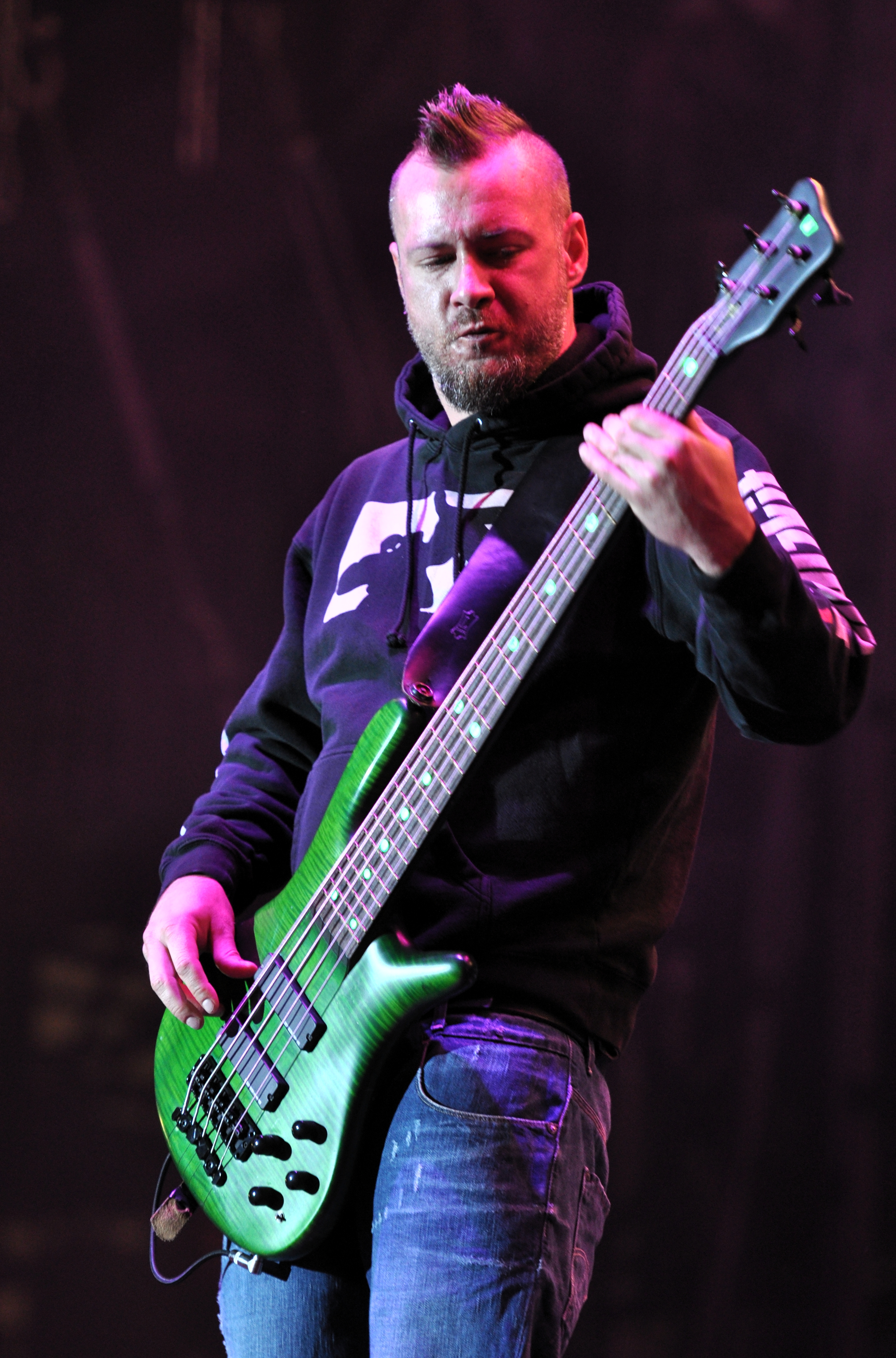
Sam Rivers, 2013

Sam Rivers (* 2. September 1977 in Jacksonville, Florida) ist ein US-amerikanischer Bassist und Gründungsmitglied der Nu-Metal-Band Limp Bizkit. Er ist der Cousin von John Otto, dem Schlagzeuger der Band.
Rivers begann während seiner Schulzeit damit Musik zu spielen. Zunächst spielte er Tuba in der Schulband der „Arlington Middle School“. Mit der Zeit interessierte er sich mehr und mehr für Gitarre und entschied sich, auf dieses Instrument umzusteigen. Sein Musiklehrer gab ihm jedoch den Ratschlag Bass zu lernen. Sam folgte dem Rat und spielte in der „Douglas Anderson School of the Arts“ mit seinem Cousin John Otto in einer Jazzband. Zu dieser Zeit arbeitete Sam in dem Fastfoodladen „Chick-fil-A“, wo er Fred Durst kennenlernte, mit dem die beiden Cousins später die Band Limp Bizkit gründeten. Musikalisch wurde Sam unter anderem von Bands wie Black Sabbath und Megadeth beeinflusst. Im Jahre 2000 wurde er bei den „Orville H. Gibson Guitar Awards“ als „Best Rock Bass Player“ ausgezeichnet. Weil Limp Bizkit eine lange Zeit ohne Gitarristen auskommen musste, hat Sam selber zu einigen Songs des Albums „Results May Vary“ zur Gitarre gegriffen.
Außerdem ist Rivers auch als Produzent tätig geworden. Während der Vorbereitungen zum „Greatest Hitz“-Album arbeitete er mit zwei lokalen Bands aus Jacksonville mit den Namen Burn Season und The Embraced zusammen.
Seit 2001 ist Rivers mit seiner Langzeitfreundin Kinter Atkins verheiratet. Aufgrund seiner Alkoholabhängigkeit und daraus resultierender Krankheit bekam Rivers 2017 eine neue Leber transplantiert.